# São Julião da Figueira da Foz
São Julião da Figueira da Foz is een plaats (freguesia) in de Portugese gemeente Figueira da Foz en telt 10848 inwoners (2001).